# Meynau Pieters
Meynau Pieters, död 19 mars 1612, var en nederländsk filantrop. Hon är känd som grundaren av barnhemmet Maagdenhuis i ett före detta kloster i Amsterdam 1584.